# 玛丽·恩迪亚耶
玛丽·恩迪亚耶（Marie NDiaye，1967年6月4日—）是法国小说家、剧作家和编剧。她12岁就开始写作，17岁时出版了她的第一部小说《未来的富足》。她的戏剧《爸爸做马槽》是法国喜剧团保留剧目中唯一一部由在世女作家创作的戏剧。她还与导演Alice Diop和Amrita David共同撰写了2022年法律剧《圣奥默》的剧本。
她的小说《三个折不断的女人》获得了2009年龚古尔奖。在2013年对作者的评论研究著作《Marie NDiaye:Blankness and Recognition》中，英国学者Andrew Asibong将她描述为“某种文化辉煌的缩影”。在他对作家的精神分析研究中，他说“恩迪亚耶的作品探讨了对主体感受和认知能力的暴力”。